# Diecezja krakowsko-częstochowska (Kościół Polskokatolicki w RP)
Diecezja krakowsko-częstochowska (poprzednia nazwa: diecezja krakowska) – jedna z trzech diecezji Kościoła Polskokatolickiego w RP, ze stolicą w Częstochowie. Od 2011 roku diecezją kieruje bp Antoni Norman.

## Historia
Pierwsze parafie Polskiego Narodowego Kościoła Katolickiego (PNKK) na obecnym obszarze diecezji krakowsko-częstochowskiej (południe kraju) powstały ok. 1925 na terenie Małopolski (Bażanówka, Kraków). Od momentu powstania pierwszej parafii PNKK w Polsce w 1921 aż do 1961 nie istniał praktycznie żaden podział Kościoła na struktury wyższego rzędu (diecezje).
Po II wojnie światowej kilkakrotnie zmieniała się struktura administracyjna Kościoła Polskokatolickiego w PRL (do 1951: Polski Narodowy Kościół Katolicki), według spisu przedłożonego przez Kościół władzom w 1945 Kościół podzielony był na 6 okręgów: warszawski, kielecki, chełmski, lubelski, małopolski i wielkopolski. W 1951 nastąpiła likwidacja okręgów, a w ich miejsce zawiązano dekanaty, tj. warszawski, kielecki, krakowski, wrocławski, bydgoski, lubelski i chełmski. W 1952 dekanat warszawski przemianowano na centralny, krakowski na małopolski, bydgoski na pomorski, a wrocławski na śląski. W 1954 przeprowadzono centralizację struktury administracyjnej Kościoła Polskokatolickiego w PRL dzieląc sam Kościół na cztery dekanaty: centralny, lubelski, śląsko-małopolski i pomorski. Rok 1957 przyniósł kolejną reformę administracyjną - powrócono do podziału na 7 dekanatów, w 1958 było ich już tylko 6: centralny, lubelski, chełmski, krakowski oraz wrocławski. 
Kiedy wydawało się, że powyższy podział przetrwa dłuższy czas, postanowiono na nowo ulepszyć strukturę administracyjną Kościoła Polskokatolickiego w PRL. Decyzja w tej sprawie zapadła pod koniec 1959, natomiast weszła w życie na początku kolejnego, kiedy bp Maksymilian Rode powiadomił księży o nowym podziale administracyjnym na 11 dekanatów. W 1961 na mocy dekretu wydanego 23 marca bp Rode doprowadził do utworzenia trzech jednostek wyższego rzędu, tj. diecezji. Diecezja krakowska składała się z dekanatów: krakowskiego, bolesławskiego, kieleckiego i rzeszowskiego. W sumie w diecezji krakowskiej były 4 dekanaty i 22 parafie. W 1975 diecezja liczyła 22, a w 1989 – 32 parafie. 
W latach 1986–2011 ordynariuszem diecezji był bp mgr Jerzy Szotmiller, który rezydował w katedrze Matki Boskiej Królowej Apostołów w Częstochowie. Dzieje Kościoła Polskokatolickiego w RP są związane od samego początku z Krakowem (stolica Kościoła w latach 1922–1945 i 1946–1951), dlatego dla podkreślenia historyczności tego miasta diecezja nosi nazwę krakowsko-częstochowskiej. 

### Ordynariusze
1960–1962 ks. wikariusz generalny Edward Narbutt-Narbuttowicz
1962–1966 ks. Tadeusz Majewski
1966–1978 ks. Benedykt Sęk
1979–1986 ks. inf. Antoni Pietrzyk
1986–2003 bp Jerzy Szotmiller
2004–2005 ks. inf. sen. Kazimierz Fonfara
2005–2011 bp Jerzy Szotmiller
2011 – nadal bp Antoni Norman

## Podział administracyjny
Diecezja dzieli się na dekanaty:
- Dekanat krakowski z siedzibą w Krakowie, dziekan: ks. dziek. mgr Piotr Własinowicz
- Dekanat kielecki z siedzibą w Ostrowcu Świętokrzyskim, dziekan: ks. dziek. mgr Paweł Walczyński
- Dekanat podkarpacki z siedzibą w Sanoku, dziekan: ks. dziek. mgr Andrzej Pastuszek
- Dekanat śląski z siedzibą w Krzykawie-Małobądzu, dziekan: ks. dziek. mgr Tadeusz Budacz

Kościołami o wyższej randze są:
- Katedra Matki Boskiej Królowej Apostołów w Częstochowie – Katedra diecezji krakowsko-częstochowskiej Kościoła Polskokatolickiego
- Prokatedra Matki Bożej Nieustającej Pomocy w Strzyżowicach – Prokatedra diecezji krakowsko-częstochowskiej Kościoła Polskokatolickiego

## Dane teleadresowe
- Kuria Biskupia diecezji krakowsko-częstochowskiej
- ul. Jasnogórska 6,
- 42-200 Częstochowa